# Rendsburg

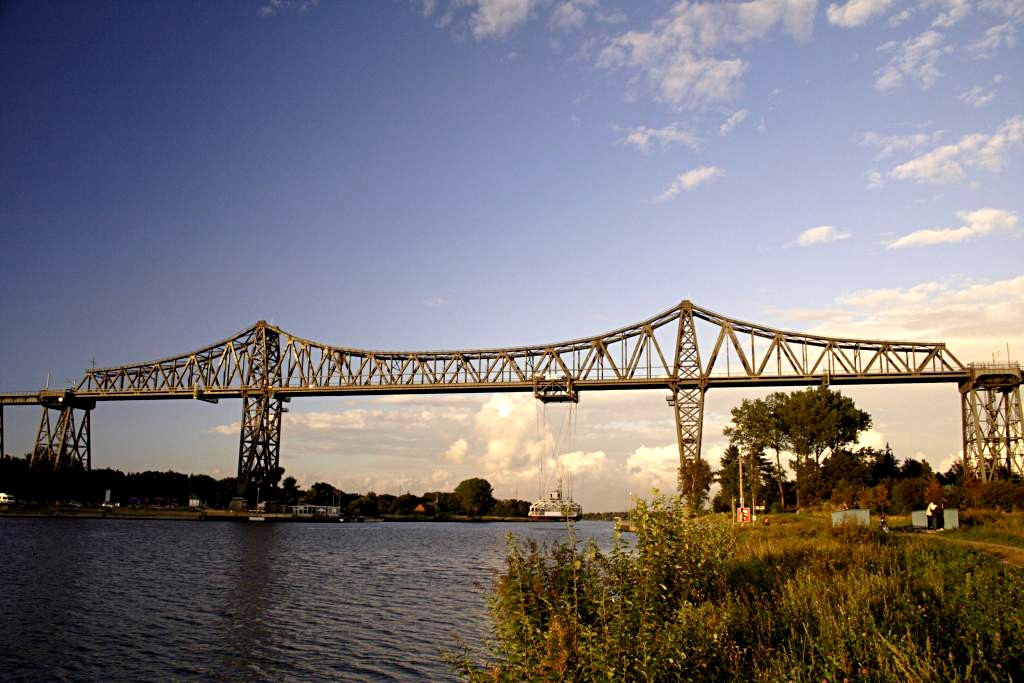
Järnvägsbron över Kielkanalen.

Rendsburg (danska: Rendsborg) är en stad vid Kielkanalen i nordöstra delen av förbundslandet Schleswig-Holstein i norra Tyskland. Rendsburg är huvudstad i Kreis Rendsburg-Eckernförde och har cirka 31 000 invånare. Ungefär lika många invånare bor i Rendsburgs näraliggande förorter, som exempelvis Büdelsdorf, Fockbek, Osterrönfeld, Schacht-Audorf och Westerrönfeld.
Staden ligger på en sandslätt och består av tre delar: den trångt byggda Altstadt på en ö i Eider, Neuwerk på södra (holsteinska) och Kronwerk på norra (schleswigska) flodsidan. Rendsburg är den förnämsta staden vid Eider och var före 1852 en stark fästning, som skulle skydda den jylländska halvön.
På Eiderön, där det gamla Rendsburg ligger, slöts 811 freden mellan Karl den store och Danmarks kung Hemming. Rendsburg nämns första gången 1199, under namnet Reinoldesburch. Staden, som under Fredrik III:s tid (1648-70) erhöll nya fästningsverk, utvidgades under Kristian V genom anläggning av Neuwerk och Kronwerk. Den erövrades av svenskarna i december 1643, utrymdes i juli 1644 och belägrades åter 1645, ännu då Brömsebrofreden slöts. I Rendsburg dog Kristian VII 1808. Den 16 december 1813 avslöts här mellan Sverige och Danmark ett stillestånd, som sedan ledde till freden i Kiel. Den 24 mars 1848 intogs Rendsburg av prins Fredrik av Augustenborg och förvandlades till en stark vapenplats.